# Miki Nakamura
Miki Nakamura, född 12 september 1992, är en japansk bågskytt. Hon deltog vid olympiska sommarspelen 2020.